# 矽氧樹脂
矽氧樹脂（silicone，polysiloxane）又稱聚硅氧烷、硅酮、聚矽氧，俗稱矽利康，是具有硅原子与氧原子交替键合主链的一类聚合物，化學式為 [-R2SiO-]n，此 R = 甲基、苯基等有机基团，其由无机硅氧键骨架（...-Si-O-Si-O-Si-O-...）和以共价键与硅原子结合的支链有机基团 R 组成；通过控制骨架的长度、有机基团的种类和骨架的交联，可得到具有不同性质的硅氧聚合物。
俗稱矽利康是 silicone 的音譯，且臺灣話因曾受日本統治而讀作 si-lí-khóng，源自日語的  sirikon。

## 名稱
矽氧樹脂可以是液態的“矽油”或柔軟有彈性的“矽凝膠”、“矽橡胶（silicone resin）”，也可以是剛性的“矽樹脂”；但与矽膠（silica gel）性質和用途都不同。

## 性质
矽氧樹脂最常见的种类为线性的聚二甲基矽氧烷（PDMS，一种硅油），次常见的是基于硅树脂分子形态基于树状或笼状硅氧键。外觀形狀包括液体的硅油、有柔软弹性的硅凝胶、硅橡胶和刚性的硅树脂。
最有用的一些矽氧樹脂特性包括：
1. 硅橡胶配以适量的交联剂、 固化剂、催化剂及增强填料等后，可硫化得到良好的弹性体，适用温度区间大（-100～315 ℃），而且还耐气候老化，室外使用寿命可达100～150年。[5]
2. 尽管没有亲脂性，硅氧树脂具有拒水性，可用作水密封
3. 对氧气，臭氧氣和阳光有很好的抗氧化能力
4. 弹性
5. 良好的电绝缘性，表面易受靜電影響累積灰塵
6. 防沾黏
7. 穩定低化学活性
8. 无毒
9. 透气性：室温下（25°C）矽氧樹脂对气体例如氧气的渗透能力是丁基橡胶大约400倍，使得矽氧樹脂在医疗方面非常有用。
10. 伸展性，耐候，耐酒精佳
11. 可在土壤和進行燃燒來分解

## 化学术语
在英语中，硅氧树脂（silicone）经常与硅（silicon）混淆，尽管硅氧树脂含有硅原子，但其骨架并不只由硅原子单独组成，硅氧树脂具有和单质硅完全不同的物理性质。
硅氧树脂（silicone）的英文名称由酮（ketone）衍生而来。二甲基硅酮（dimethylsilicone）具有与丙酮（acetone）相似的分子式，从而被错误的推断两者具有相似的结构。类似的术语还有硅烷（silane），名称由甲烷（methane）衍生而来。真正具有硅氧双键的 "硅酮" 并不存在。聚硅醚（polysiloxane）由于其早期的错误推断仍被称为硅酮（silicone）。

## 使用

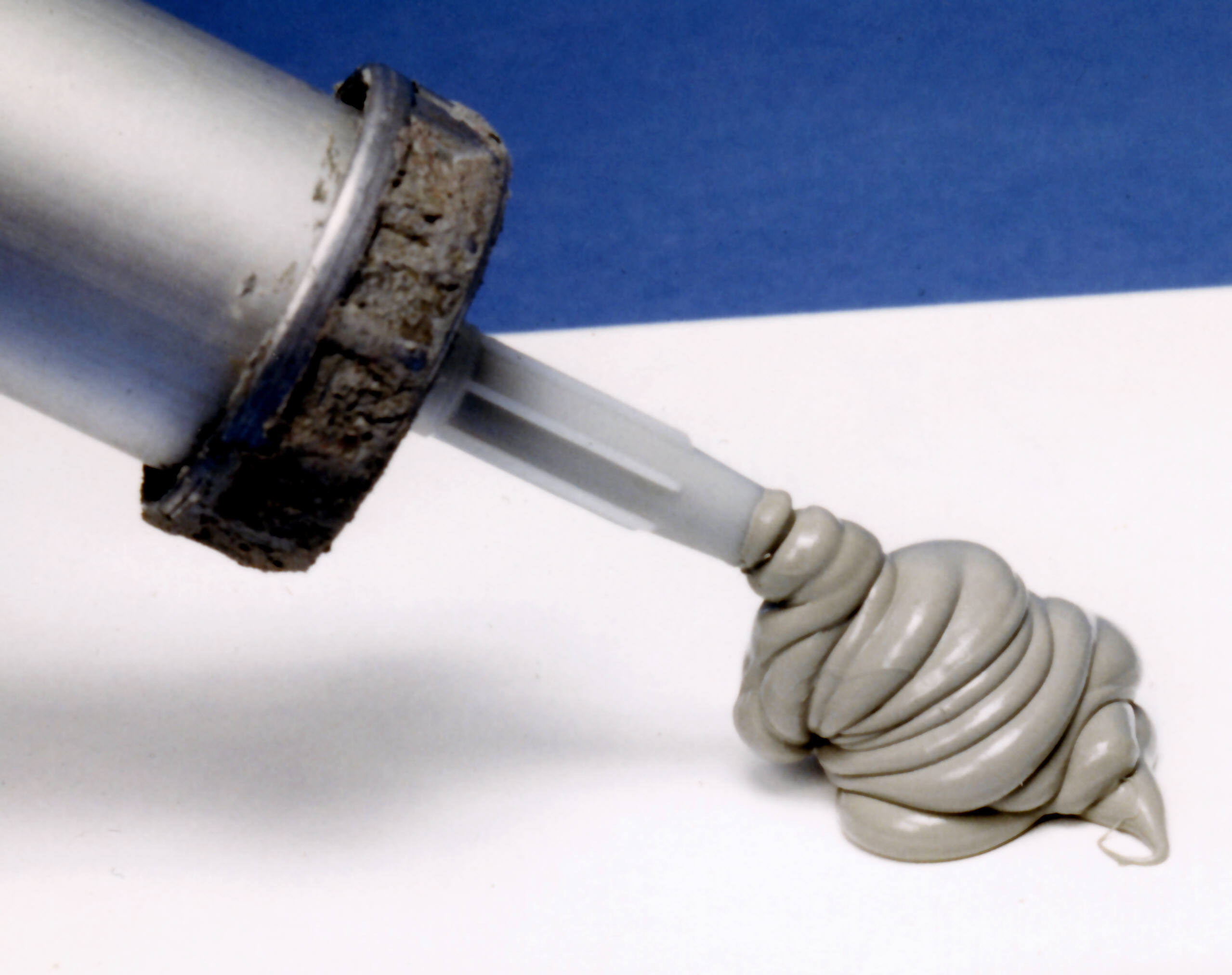
矽氧樹脂填縫劑可被運用在基本的氣密與水密的密封膠
polydimethylsiloxane的化學結構（PDMS）。

### 製模劑
雙組分矽氧樹脂也被運用在創造橡膠模具，以生產澆灌樹脂、泡棉、橡膠以及低溫合金。由於大部分的材料並不會附著在塑模的矽氧樹脂上，一般其所製成的模具不太需要脫模劑或是表面處理。

### 密封膠在建築施工與維護上的應用
單組分（one-part）矽氧樹脂一般應用在封閉縫隙、接口或是裂縫上，不論是專業型或是一般商用型都已被廣泛的運用。而單組分密封膠是藉由吸收大氣中的水分來凝固，這種特性有助於現場的專業施作。如欲達到平整的密閉表面，一般可使用遮蔽膠帶，甚者，許多專業的密封膠的施作人員常會配合使用木制的刮杓，這種手工製造並浸泡過稀釋的肥皂水的刮杓是一種相當理想的工具，而一般的居家用戶會運用濕的手指將玻璃壓條導入矽氧樹脂的填縫劑裡。
氨基甲酸酯（urethane）填縫劑也使用類似的方法，白色矽氧樹脂往往會在一段時間之後變黃。
矽氧樹脂橡膠的強度與可靠度在營造業裡也已被廣泛的認同。
由於任何些許的矽氧樹脂附著都會造成嚴重的漆料噴塗失敗，自動車身的製造廠以及噴塗廠必須防止任何矽氧樹脂的污染，因此供應商或是承包商常常被要求要簽署禁帶任何矽氧樹脂入場的同意書。
在配管與機動車領域，矽氧樹脂常被使用為潤滑劑，而車用火星塞的配線則常運用多層矽氧樹脂來做為隔絕，以避免因火花濺入相鄰的導線所引發的不發火，同時減少了因電磁干擾所造成的引擎管理電腦干擾。在配管領域，矽氧樹脂油常被應用在水龍頭或水管上的密封圈；在機動車領域，相較於其他的潤滑劑，由於矽氧樹脂油耐高溫及非水溶性的特質非常適合作為典型的煞車潤滑劑，並大大的降低了腐化煞車墊的情況。

### 生活用品
外用在人體的皮膚與頭髮上的化妝產品尚無毒性案例，但在整形外科植入人體已經發現有副作用。矽樹脂在台灣衛生福利部食品藥物管理署被列為0.05g/kg劑量以下的食品添加物消泡劑。在奶嘴、烤盤、杯子與保鮮盒等矽橡膠製品經過長期蒸煮使用後，表面可能遭到蝕刻或化學改性，分解產生塑膠微粒影響人體健康。

## 外部連結
- NIRS Reactorwatch （页面存档备份，存于）
- ccnr.org （页面存档备份，存于） Representative Ed Markey's Statements concerning flammable firestops
- Garden State EnviroNet Statement on NRC Silicone Foam Issues （页面存档备份，存于）
- USNRC Information Notice 88-56 （页面存档备份，存于）
- Silicone Polymers（Virtual Chembook, Elmhurst College）
- Science of Silicone Polymers （页面存档备份，存于）（Silicone Science On-line, Centre Européen des Silicones - CES）
- Silicon Chemistry （页面存档备份，存于）（Silicone Chemistry Basics, Dow Corning）
- Injection Molding of Liquid Silicone Rubber （页面存档备份，存于）（SIMTEC Silicone Parts LLC）
- Damp Proof Course Information
- 矽橡膠翻模教學 （页面存档备份，存于）